# NGC 3353
NGC 3353 (również PGC 32103 lub UGC 5860) – galaktyka spiralna (Sb), znajdująca się w gwiazdozbiorze Wielkiej Niedźwiedzicy. Odkrył ją William Herschel 18 marca 1790 roku. Jest to galaktyka z aktywnym jądrem.